# مارك آيكهورن
مارك آيكهورن (بالإنجليزية: Mark Eichhorn)‏ هو لاعب كرة قاعدة أمريكي، ولد في 21 نوفمبر 1960 في سان خوسيه في الولايات المتحدة.

## وصلات خارجية
- مارك آيكهورن على موقعبيزبول رفرنس.كوم (الدوري الرئيسي) (الإنجليزية)
- مارك آيكهورن على موقعبيزبول رفرنس.كوم (الدوري الثانوي) (الإنجليزية)
- مارك آيكهورن على موقع مشجعي الرسوم البيانية (الإنجليزية)